# رون كارول
رون كارول (بالإنجليزية: Ron Carroll)‏ هو دي جيه وموسيقي ومغني أمريكي، ولد في 1968 في شيكاغو في الولايات المتحدة.

## وصلات خارجية
- رون كارول على موقع IMDb (الإنجليزية)
- رون كارول على موقع ميوزك برينز (الإنجليزية)
- رون كارول على موقع أول ميوزيك (الإنجليزية)
- رون كارول على موقع ديسكوغز (الإنجليزية)